# Ng Eng Hen

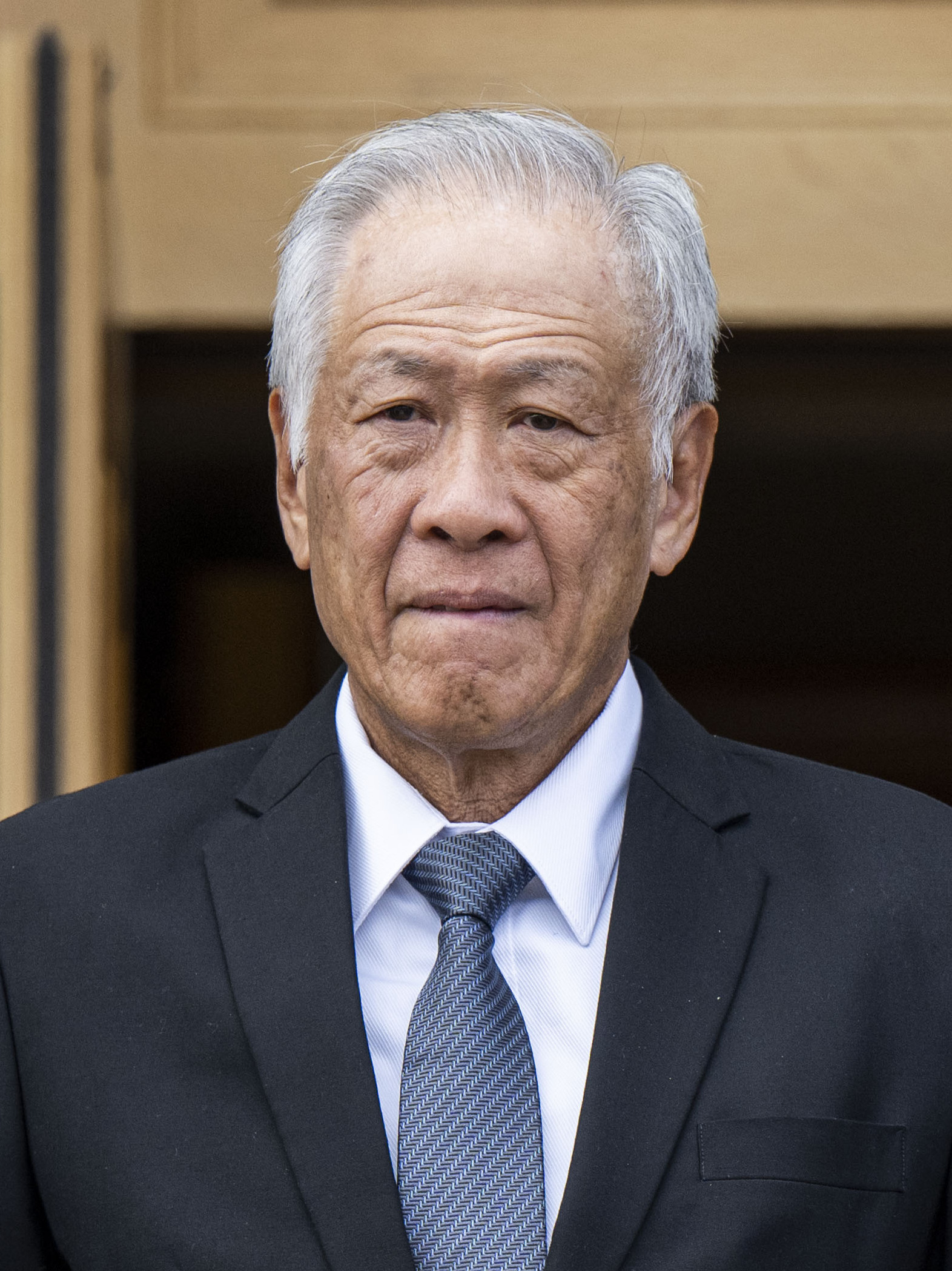
Ng Eng Hen (2023)

Ng Eng Hen (* 10. Dezember 1958) ist ein singapurischer Arzt und Politiker der People’s Action Party.

## Leben
Von 2004 bis 2008 war Ng als Nachfolger von Lee Boon Yang Arbeitsminister von Singapur. Von 2008 bis 2011 war Ng als Nachfolger von Tharman Shanmugaratnam Bildungsminister von Singapur. Seit Mai 2011 ist Ng als Nachfolger von Teo Chee Hean Verteidigungsminister von Singapur. Ng ist mit Ivy Lim Swee Lian verheiratet und hat vier Kinder.